# کمیسیون ساماندهی هسته‌ای

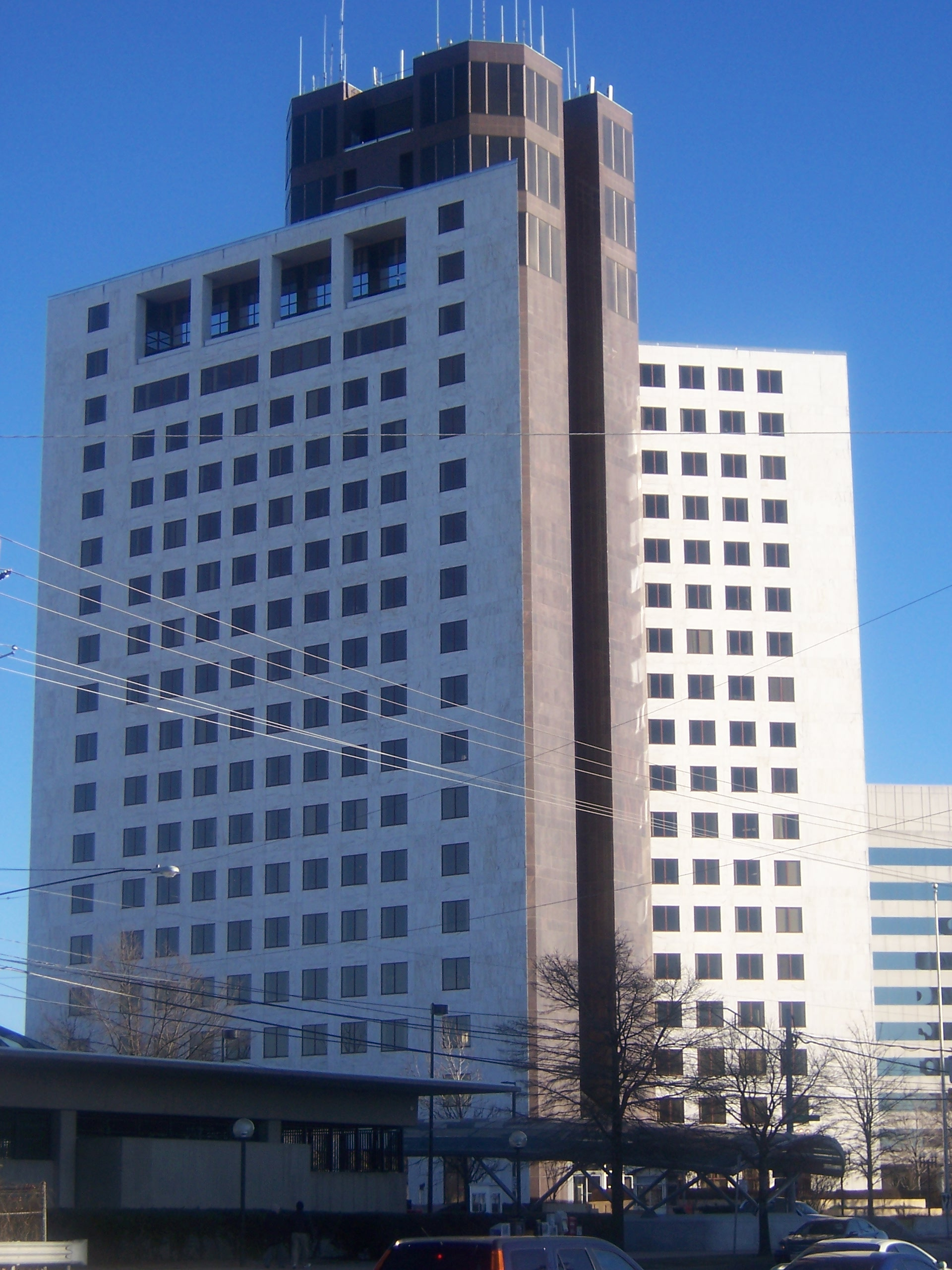
دفتر مرکزی سازمان در مریلند

کمیسیون ساماندهی هسته‌ای ایالات متحده آمریکا (به انگلیسی: U.S. Nuclear Regulatory Commission) مشهور به NRC، یک سازمان دولتی در آمریکا است که از ۱۹۷۴ تا کنون مسئولیت کنترل و توسعه انرژی هسته‌ای در ایالات متحده آمریکا را داشته‌است. این سازمان جایگزین کمسیون انرژی اتمی ایالات متحده آمریکا شد.